# Second gouvernement pré-autonomique d'Andalousie
 Andalousie
Pré-autonomique I Escuredo
Le second gouvernement pré-autonomique d'Andalousie est le gouvernement de l'Andalousie entre le 2 juin 1979 et le 4 août 1982. Il est présidé par Rafael Escuredo.

## Composition
| Fonction                               | Nom | Nom                                            | Parti |
| -------------------------------------- | --- | ---------------------------------------------- | ----- |
| Président                              |     | Rafael Escuredo                                | PSOE  |
| Conseiller à l'Intérieur               |     | Antonio Ojeda Escobar                          | PSOE  |
| Conseiller à la Politique territoriale |     | Jaime Montaner Roselló                         | PSOE  |
| Conseiller à la Culture                |     | Rafael Vallejo                                 | PSOE  |
| Conseiller à la Santé                  |     | Fernando Arenas del Buey                       | UCD   |
| Conseiller à l'Agriculture             |     | Pedro Valdecantos José González Delgado (1980) | UCD   |
| Conseiller aux Finances                |     | José Fernández Alemán                          | UCD   |
| Conseiller à l'Industrie               |     | Tomás García García                            | PCE   |
| Conseiller à l'Environnement           |     | Miguel Ángel Arredonda                         | PA    |